# Lispocephala kaalae
Lispocephala kaalae este o specie de muște din genul Lispocephala, familia Muscidae, descrisă de Williams în anul 1938. Conform Catalogue of Life specia Lispocephala kaalae nu are subspecii cunoscute.